# اوبرشونا
اوبرشونا (به آلمانی: Oberschöna) یک شهر در آلمان است که در میتل‌زاکسن واقع شده‌است. اوبرشونا ۳٬۶۷۹ نفر جمعیت دارد.